# Koszykówka na wózkach na Letnich Igrzyskach Paraolimpijskich 2000
Koszykówka na wózkach na Letnich Igrzyskach Paraolimpijskich 2000 w Sydney rozgrywana była na obiektach The Dome and Exhibition Complex. Do igrzysk zakwalifikowało się 12 drużyn – w turnieju mężczyzn, i 8 – w turnieju kobiet.

## Medaliści
| Konkurencja                  | Złoto | Srebro | Brąz |
| Turniej mężczyzn (szczegóły) | Kanada · David Durepos · Richard Peter · Travis Gaertner · Chris Stoutenburg · Patrick Anderson · Jaimie Borisoff · Kenneth Hall · Ross Norton · Joey Johnson · Jeff Dennis · James Treuer · Roy Henderson        | Holandia · Wim 't Lam · Koen Jansens · Rene Martens · Kees van de Bunte · Kornelis van der Werf · Gert Jan van der Linden · Frank de Goede · Arie van Gent · Mustafa Jebari · Anton de Rooy · Ruud Dettmer · Mario Oosterbosch | Stany Zjednoczone · Paul Schulte · Daivd Paul Kiley · Curtis Bell · Lawrence Johnson · Jeffrey James Glasbrenner · Mike Schlappi · William Henry Waller · William Hernandez · Chuck Gill · Steve Tew · Melvin Sean Juette · Eric Barber |
| Turniej kobiet (szczegóły)   | Kanada · Sabrina Pettinicchi · Tracey Ferguson · Lori Radke · Linda Kutrowski · Jo Kelly · Michelle Stilwell · Chantal Benoit · Renee Del Colle · Marnie Peters · Kendra Ohama · Marni Abbott · Jennifer Krempien | Australia · Julianne Adams · Jane Webb · Paula Coghlan · Lisa O'Nion · Amanda Carter · Donna Ritchie · Sharon Slann · Liesl Tesch · Nadya Romeo · Karen Farrell · Mellissa Dunn · Alison Mosely                                | Japonia · Megumi Mashiko · Hiromi Tomori · Naoko Hiromichi · Tomoe Soeda · Sachiko Minamikawa · Rie Kawakami · Mika Takabayashi · Sayuri Horikawa · Junko Sako · Chika Uemura · Kyoko Yashima · Kyoko Tsukamoto                         |

### Tabela medalowa
| Miejsce | Państwo           | Złoto | Srebro | Brąz | Razem |
| ------- | ----------------- | ----- | ------ | ---- | ----- |
| 1       | Kanada            | 2     | 0      | 0    | 2     |
| 2       | Australia         | 0     | 1      | 0    | 1     |
| 2       | Holandia          | 0     | 1      | 0    | 1     |
| 4       | Japonia           | 0     | 0      | 1    | 1     |
| 4       | Stany Zjednoczone | 0     | 0      | 1    | 1     |
|         | Razem             | 2     | 2      | 2    | 6     |